# Geranium smithianum
Geranium smithianum är en näveväxtart som beskrevs av Reinhard Gustav Paul Knuth. Geranium smithianum ingår i släktet nävor, och familjen näveväxter. Inga underarter finns listade i Catalogue of Life.